# German Football League 2 2009
Die Saison 2009 der German Football League 2 war die 28. Saison der zweithöchsten Spielklasse des American Football in Deutschland.
In der Staffel Nord konnten sich die Berlin Rebels die Meisterschaft sichern. Aufgrund des Rückzugs der Hamburg Blue Devils aus der GFL stiegen sie direkt auf. Absteiger in die Regionalligen waren die Hamburg Eagles und die Hildesheim Invaders.
Den Meistertitel in der Staffel Süd gewannen die Franken Knights, die jedoch in der Relegation gegen die Munich Cowboys verloren und in der GFL2 blieben. Die beiden Letztplatzierten, die Montabaur Fighting Farmers und die Stuttgart Silver Arrows, stiegen in die Regionalliga ab.

## Ligaaufteilung
Im Süden hatten die Kirchdorf Wildcats keine Lizenz für die GFL2 beantragt, als Nachrücker blieben die sportlich abgestiegenen Stuttgart Silver Arrows in der GFL2.
Im Norden hatten die sportlich qualifizierten Frankfurt Red Cocks keine Lizenz beantragt. Als Nachrücker stellten hier die sportlich abgestiegenen Bonn Gamecocks sowie die Magdeburg Virgin Guards als Nachrücker aus der Regionalliga Ost und die Paderborn Dolphins, Verlierer der Relegation gegen die Hildesheim Invaders, Lizenzanträge für die GFL2. Am 10. November 2008 gab der Bundesspielausschuss bekannt, dass Stuttgart und Bonn in der GFL2 verbleiben, Anfang Dezember wurde dann allen 16 Teams die Lizenz erteilt.
| GFL2 Nord               | GFL2 Nord    | GFL2 Süd                   | GFL2 Süd    |
| ----------------------- | ------------ | -------------------------- | ----------- |
| Team                    | Vorjahr      | Team                       | Vorjahr     |
| Berlin Rebels           | 6. GFL2 Nord | Darmstadt Diamonds (A)     | 6. GFL Süd  |
| Bonn Gamecocks          | 7. GFL2 Nord | Franken Knights            | 2. GFL2 Süd |
| Cologne Falcons (A)     | 6. GFL Nord  | Kaiserslautern Pikes (N)   | 1. RL Mitte |
| Düsseldorf Panther      | 4. GFL2 Nord | Montabaur Fighting Farmers | 4. GFL2 Süd |
| Hamburg Eagles          | 2. GFL2 Nord | Rhein-Neckar Bandits (N)   | 2. RL Mitte |
| Hildesheim Invaders (N) | 1. RL Nord   | Saarland Hurricanes        | 5. GFL2 Süd |
| Langenfeld Longhorns    | 3. GFL2 Nord | Stuttgart Silver Arrows    | 7. GFL2 Süd |
| Lübeck Cougars          | 5. GFL2 Nord | Wiesbaden Phantoms         | 3. GFL2 Süd |

- Vorjahr = Platzierung und Liga des Vorjahres
- RL = Regionalliga
- (N) Aufsteiger aus der Regionalliga
- (A) Absteiger aus der GFL

## Saisonverlauf

### Reguläre Saison
Am 18. und 19. April startete die Liga mit drei vorgezogenen Spielen. Im Süden gewannen die Franken Knights gegen die Montabaur Fighting Farmers mit 34:10. Im Norden siegte der GFL-Absteiger Cologne Falcons gegen den Aufsteiger Hildesheim mit 24:22 und die Hamburg Eagles schlugen die Düsseldorf Panther mit 30:13.

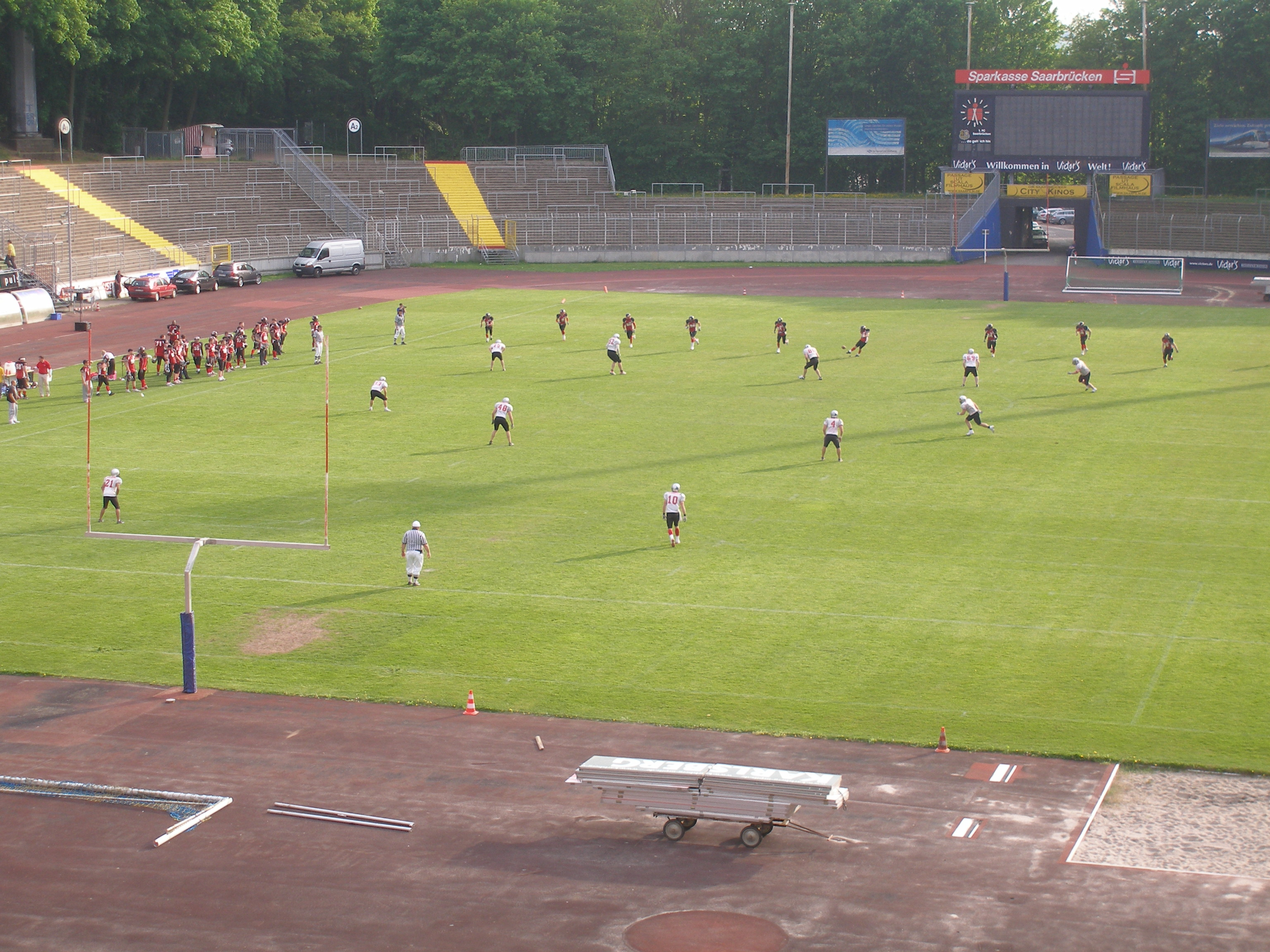
Kickoff beim GFL2-Spiel Saarland Hurricanes – Franken Knights 2009 im Ludwigsparkstadion, Saarbrücken

In der Südgruppe setzten sich die Franken Knights zunächst an der Tabellenspitze fest, nach vier Saisonspielen konnte die Offense der Knights bereits 192 Punkte erzielen. Auch die mitfavorisierten Wiesbaden Phantoms gewannen ihre ersten Spiele, während die Darmstadt Diamonds, Absteiger aus der GFL, knapp mit 15:17 in Montabaur unterlegen waren. Die Aufsteiger aus Kaiserslautern und Mannheim mussten der neuen Liga zunächst Tribut zollen und verloren ihre Auftaktpartien jeweils knapp.
In der Nordgruppe gelang dem GFL-Absteiger Cologne Falcons der beste Start mit drei Siegen aus drei Spielen. Im vierten Spiel mussten sie sich allerdings den Düsseldorf Panthern mit 28:48 im eigenen Stadion deutlich geschlagen geben und die Tabellenführung an die Langenfeld Longhorns abgeben, die ebenfalls ihre ersten drei Spiele gewinnen konnten.

### Relegation um den Aufstieg in die GFL
Aufgrund des Rückzuges der Hamburg Blue Devils aus der GFL Nord stiegen die Berlin Rebels ohne Relegation direkt in die GFL auf.
Im Süden kam es zum Duell zwischen den Munich Cowboys und den Franken Knights. Beim Spiel in München bestimmten zunächst die Gäste aus Rothenburg das Geschehen und führten zur Pause mit 21:7. In der zweiten Spielhälfte kamen die Cowboys dann besser ins Spiel und konnten nach drei Quartern auf 21:24 herankommen. Die letzten Punkte brachte dann erneut das Heimteams auf das Scoreboard. 37 Sekunden vor Ende der Partie gelang dem Quarterback der Cowboys ein 1-Yard-Touchdownlauf und das Heimteam ging erstmals im Spiel in Führung. Nach geglücktem Extrapunktversuch stand es 28:24, was auch der Endstand war.

### Relegation zum Aufstieg in die GFL2
Aufgrund des Rückzuges der Hamburg Blue Devils aus der GFL Nord wurde die Abstiegsregelung der GFL2 Nord modifiziert. Aus den drei Regionalligen Nord, Ost und West wurden zwei Aufsteiger in die GFL2 Nord ermittelt. Zudem konnte der Vorletzte der GFL2 Nord selbst entscheiden, ob er in der Liga verbleiben will. Sofern er dies nicht will, wird der Tabellenletzte angefragt. Möchte auch dieser nicht in der Liga verbleiben, so wird über eventuelle Nachrücker entschieden.

## Statistik

### GFL2 Nord

#### Ergebnisse
| Mannschaft           | BR    | BG    | CF    | DP    | HE    | HI    | LL    | LC    |
| -------------------- | ----- | ----- | ----- | ----- | ----- | ----- | ----- | ----- |
| Berlin Rebels        |       | 13:12 | 21:6  | 7:27  | 17:3  | 35:6  | 27:30 | 16:14 |
| Bonn Gamecocks       | 21:24 |       | 41:27 | 41:45 | 29:0  | 60:33 | 14:21 | 7:19  |
| Cologne Falcons      | 31:21 | 34:10 |       | 28:48 | 26:7  | 24:22 | 37:14 | 14:10 |
| Düsseldorf Panther   | 24:24 | 35:14 | 13:8  |       | 28:10 | 25:12 | 20:36 | 20:22 |
| Hamburg Eagles       | 0:14  | 28:12 | 20:01 | 30:13 |       | 36:16 | 20:26 | 26:50 |
| Hildesheim Invaders  | 9:17  | 21:17 | 3:32  | 21:24 | 17:0  |       | 0:49  | 3:26  |
| Langenfeld Longhorns | 12:20 | 14:24 | 9:12  | 40:30 | 22:14 | 37:6  |       | 44:41 |
| Lübeck Cougars       | 23:28 | 26:0  | 14:16 | 28:23 | 15:6  | 24:7  | 28:21 |       |

1 Das Spiel Hamburg Eagles – Cologne Falcons fiel aus und wurde mit 20:0 gewertet.

#### Tabelle
| Pl | Verein               | Sp | S  | U | N  | Punkte | TD      | Diff. |
| -- | -------------------- | -- | -- | - | -- | ------ | ------- | ----- |
| 1  | Berlin Rebels        | 14 | 10 | 1 | 3  | 21:70  | 284:218 | 0+66  |
| 2  | Cologne Falcons      | 14 | 9  | 0 | 5  | 18:10  | 295:253 | 0+42  |
| 3  | Lübeck Cougars       | 14 | 9  | 0 | 5  | 18:10  | 340:231 | +109  |
| 4  | Langenfeld Longhorns | 14 | 9  | 0 | 5  | 18:10  | 375:293 | 0+82  |
| 5  | Düsseldorf Panther   | 14 | 8  | 1 | 5  | 17:11  | 375:321 | 0+54  |
| 6  | Bonn Gamecocks       | 14 | 4  | 0 | 10 | 08:20  | 302:340 | 0−38  |
| 7  | Hamburg Eagles       | 14 | 4  | 0 | 10 | 08:20  | 200:285 | 0−85  |
| 8  | Hildesheim Invaders  | 14 | 2  | 0 | 12 | 04:24  | 176:406 | −230  |

_ Qualifikation zu Aufstiegs-Play-offs

_ Abstieg in Regionalliga

### GFL2 Süd

#### Ergebnisse
| Mannschaft                 | DD    | FK    | KP    | MFF   | RNB   | SH    | SSA   | WP    |
| -------------------------- | ----- | ----- | ----- | ----- | ----- | ----- | ----- | ----- |
| Darmstadt Diamonds         |       | 20:26 | 37:0  | 49:0  | 14:0  | 14:6  | 63:0  | 7:14  |
| Franken Knights            | 35:13 |       | 59:12 | 49:42 | 38:28 | 31:6  | 68:13 | 14:10 |
| Kaiserslautern Pikes       | 13:12 | 7:48  |       | 37:28 | 10:6  | 14:20 | 48:7  | 6:28  |
| Montabaur Fighting Farmers | 17:15 | 10:34 | 30:33 |       | 12:29 | 30:45 | 49:13 | 7:57  |
| Rhein-Neckar Bandits       | 12:15 | 72:62 | 22:7  | 34:14 |       | 42:36 | 33:0  | 12:51 |
| Saarland Hurricanes        | 14:17 | 38:48 | 42:12 | 36:7  | 7:6   |       | 41:0  | 0:33  |
| Stuttgart Silver Arrows    | 14:25 | 6:42  | 26:35 | 21:28 | 0:33  | 7:37  |       | 0:51  |
| Wiesbaden Phantoms         | 24:20 | 9:10  | 27:6  | 65:20 | 35:0  | 25:27 | 55:0  |       |

#### Tabelle
| Pl | Verein                     | Sp | S  | U | N  | Punkte | TD      | Diff. |
| -- | -------------------------- | -- | -- | - | -- | ------ | ------- | ----- |
| 1  | Franken Knights            | 14 | 13 | 0 | 1  | 26:20  | 564:286 | +278  |
| 2  | Wiesbaden Phantoms         | 14 | 11 | 0 | 3  | 22:60  | 484:129 | +355  |
| 3  | Darmstadt Diamonds         | 14 | 8  | 0 | 6  | 16:12  | 321:175 | +146  |
| 4  | Saarland Hurricanes        | 14 | 8  | 0 | 6  | 16:12  | 355:286 | 0+69  |
| 5  | Rhein-Neckar Bandits       | 14 | 7  | 0 | 7  | 14:14  | 329:301 | 0+28  |
| 6  | Kaiserslautern Pikes       | 14 | 6  | 0 | 8  | 12:16  | 240:392 | −152  |
| 7  | Montabaur Fighting Farmers | 14 | 3  | 0 | 11 | 06:22  | 294:517 | −223  |
| 8  | Stuttgart Silver Arrows    | 14 | 0  | 0 | 14 | 00:28  | 107:608 | −501  |

_ Qualifikation zu Aufstiegs-Play-offs

_ Abstieg in Regionalliga

### Relegation zum Aufstieg in die GFL

#### Nord
Aufgrund des Rückzuges der Hamburg Blue Devils kurz vor Saisonbeginn stieg der Meister der GFL2 Nord, die Berlin Rebels, automatisch in die GFL Nord auf.

#### Süd
|                                     |                                     | {{{Spiel}}}    |         |                 |  |                                                |
| München 5. September 2009 16:00 Uhr |                                     | Munich Cowboys | 28 : 24 | Franken Knights |  | Dantestadion Zuschauer: 1.043 Referee: Fischer |
| München 5. September 2009 16:00 Uhr | (0:7, 7:14, 14:3, 7:0) Spielbericht | Munich Cowboys |         | Franken Knights |  | Dantestadion Zuschauer: 1.043 Referee: Fischer |

|                                                       |                                   | {{{Spiel}}}     |        |                |  |                                                      |
| Rothenburg ob der Tauber 19. September 2009 15:00 Uhr |                                   | Franken Knights | 7 : 19 | Munich Cowboys |  | Städtisches Stadion Zuschauer: 1.200 Referee: Plendl |
| Rothenburg ob der Tauber 19. September 2009 15:00 Uhr | (7:3, 0:3, 0:7, 0:6) Spielbericht | Franken Knights |        | Munich Cowboys |  | Städtisches Stadion Zuschauer: 1.200 Referee: Plendl |

In beiden Spielen konnten sich die Munich Cowboys durchsetzen, die somit in der GFL verblieben; die Franken Knights blieben in der GFL2.

### Relegation zum Aufstieg in die GFL2

#### Nord
| Heimverein                | Gastverein                | Ergebnis |
| ------------------------- | ------------------------- | -------- |
| Mönchengladbach Mavericks | Hamburg Blue Devils       | 19:13    |
| Hamburg Blue Devils       | Mönchengladbach Mavericks | 12:21    |

| Heimverein              | Gastverein              | Ergebnis |
| ----------------------- | ----------------------- | -------- |
| Recklinghausen Chargers | Frankfurt Red Cocks     | 20:6     |
| Frankfurt Red Cocks     | Recklinghausen Chargers | 21:12    |

- Aufsteiger in die GFL2 Nord sind die Mönchengladbach Mavericks und die Recklinghausen Chargers.

#### Süd
| Heimverein                          | Gastverein                          | Ergebnis |
| ----------------------------------- | ----------------------------------- | -------- |
| Holzgerlingen Twister (2. RL Mitte) | Kirchdorf Wildcats (1. RL Süd)      | 33:13    |
| Kirchdorf Wildcats (1. RL Süd)      | Holzgerlingen Twister (2. RL Mitte) | 31:20    |

| Heimverein                  | Gastverein                  | Ergebnis |
| --------------------------- | --------------------------- | -------- |
| Kempten Comets (2. RL Süd)  | Hanau Hornets (1. RL Mitte) | 0:7      |
| Hanau Hornets (1. RL Mitte) | Kempten Comets (2. RL Süd)  | 10:8     |

- Aufsteiger in die GFL2 Süd sind die Hanau Hornets und die Holzgerlingen Twister.